# Blair Tarrant
Blair Tarrant (Timaru, 11 mei 1990) is een Nieuw-Zeelands hockeyer.
Sinds 2010 komt de verdediger uit voor de Nieuw-Zeelandse hockeyploeg, bijgenaamd The Black Sticks. Met zijn vaderland nam hij deel aan het WK hockey 2014 in Den Haag. Hij speelde in eigen land voor Southern Dogs en kwam in Nederland uit voor SCHC. Op woensdag 3 mei 2016 maakte HC Rotterdam bekend hem gecontracteerd te hebben, net als de Engelse internationals Adam Dixon en Alastair Brogdon.